# Bordonia clypeata
Bordonia clypeata är en insektsart som beskrevs av Albino Morimasa Sakakibara 1998. Bordonia clypeata ingår i släktet Bordonia och familjen hornstritar. Inga underarter finns listade i Catalogue of Life.